# Соломин, Василий Анатольевич
Васи́лий Анато́льевич Соло́мин (5 января 1953, Пермь — 28 декабря 1997, Пермь) — боксёр, первый советский чемпион мира по боксу в лёгком весе (1974, Гавана), заслуженный мастер спорта СССР (1974).

## Биография
Боксом начал заниматься в 1969 у заслуженного тренера РСФСР Юрия Подшивалова и через год выиграл юношеское первенство.
В 1972 стал чемпионом Европы среди юниоров в легчайшем весе (до 54 кг). В том же году принял участие в Олимпийских играх в Мюнхене: одержав победы над В. Чарндеем (Таиланд) по очкам (5:0) и М. Лазаром (Румыния) со счётом 4:1, в 1/4 финала уступил Р. Каррерасу (США) со счётом голосов 2:3. Год завершил победой в новой для него полулёгкой весовой категории (до 57 кг) на молодёжном (до 21 года) первенстве СССР.
В 1973 г. на чемпионате Европы, выступая в лёгком (до 60 кг) весе, провёл два поединка: во 2-м раунде досрочно побил У. Беннета (Уэльс) и в 1/4 финала уступил С. Куцову (Румыния) со счётом судейских записок 1:4.
В 1974 году на I чемпионате мира в Гаване одержал победы: ввиду явного преимущества в 1-м раунде — над И. Бахфельдом (ГДР), по очкам — над А. Ботошем (Венгрия), ввиду явного преимущества во 2-м раунде — над Петером Хессом (ФРГ), по очкам — над Л. Эчайде (Куба), ввиду явного преимущества во 2-м раунде — над С. Куцовым (Румыния). В. Соломин стал таким образом первым советским победителем чемпионата мира по боксу; он также был удостоен Кубка Радьяра Рассела как лучший боксёр турнира.
В 1976 году В. Соломин считался фаворитом олимпийского турнира в Монреале. Впрочем, ряд причин повлиял на подготовку национальной сборной команды СССР по боксу; подготовительный период прошёл неудачно. Сборная США, напротив, подготовила группу сильных легковесов: будущих чемпионов мира среди профессионалов Дж. Кенти и А. Прайора (оба побеждали В. Соломина в матчевых встречах СССР-США), будущего чемпиона мира среди профессионалов Т. Хирнса, владевшего впоследствии титулами в 6 весовых категориях, включая звание чемпиона мира в 5. Все они жаждали одержать победу над В. Соломиным, однако в состав был включён Х. Дэвис, чемпион мира 1974 г. в полулёгком весе (57 кг), который и выиграл данные соревнования, получив Кубок Вэла Баркера. В. Соломин же, одержав три победы по очкам (во всех случаях единогласно — 5:0), над будущим чемпионом Европы среди профессионалов Х. Палмом (Дания), будущим чемпионом Европы Б. Гайдой (Польша), А. Ботошем (Венгрия), в полуфинале встретился с давним соперником, двукратным чемпионом Европы румыном С. Куцовым, которому на сей раз уступил — 0:5.
В 1977 году В. Соломин, чемпион СССР, основной претендент на место в составе национальной сборной, готов был побороться за победу на чемпионате Европы, однако пренебрежение спортивным режимом (В. Соломин опоздал к отбою) привело к конфликту и драке с главным тренером А. Киселёвым. В. Соломин был исключён из состава; сборная СССР вынуждена была (уникальный случай) участвовать в ответственных международных соревнованиях без боксёра лёгкого веса. На следующий год В. Соломин, несмотря на победу на национальном первенстве (всего он выигрывал чемпионат СССР четырежды — в 1974, 1976, 1977 и 1978 годах), также не был приглашён на учебно-тренировочный сбор и лишился таким образом возможности побороться за второе «золото» чемпионата мира. В 1979 году В. Соломин уступил в финале Спартакиады народов СССР В. Демьяненко и завершил активные выступления.
Окончательный послужной список В. Соломина неизвестен, по состоянию на 2 апреля 1976 года он провёл 194 боя и одержал 186 побед.
После окончания спортивной карьеры работал судьёй в Федерации профессионального бокса России. По результатам социологического опроса жителей Перми занял 8-е место среди внёсших наибольший вклад в славу города.

Похоронен на Северном кладбище в Перми (автор надгробного памятника — Н. Н. Хромов).

## Криминал
Имел приводы в милицию. Был осуждён на 10 лет за ограбление квартиры. От первоначальных показаний отказался и факта преступления не признал. Хозяин квартиры (потерпевший) в силу близорукости не смог уверенно утверждать, что нападающим был именно Соломин. Соломин отсидел 4 года. Позже другой осуждённый признался, что оговорил спортсмена под давлением следствия. Дело было отправлено на дорасследование, и в начале 90-х Соломина реабилитировали.

## Память

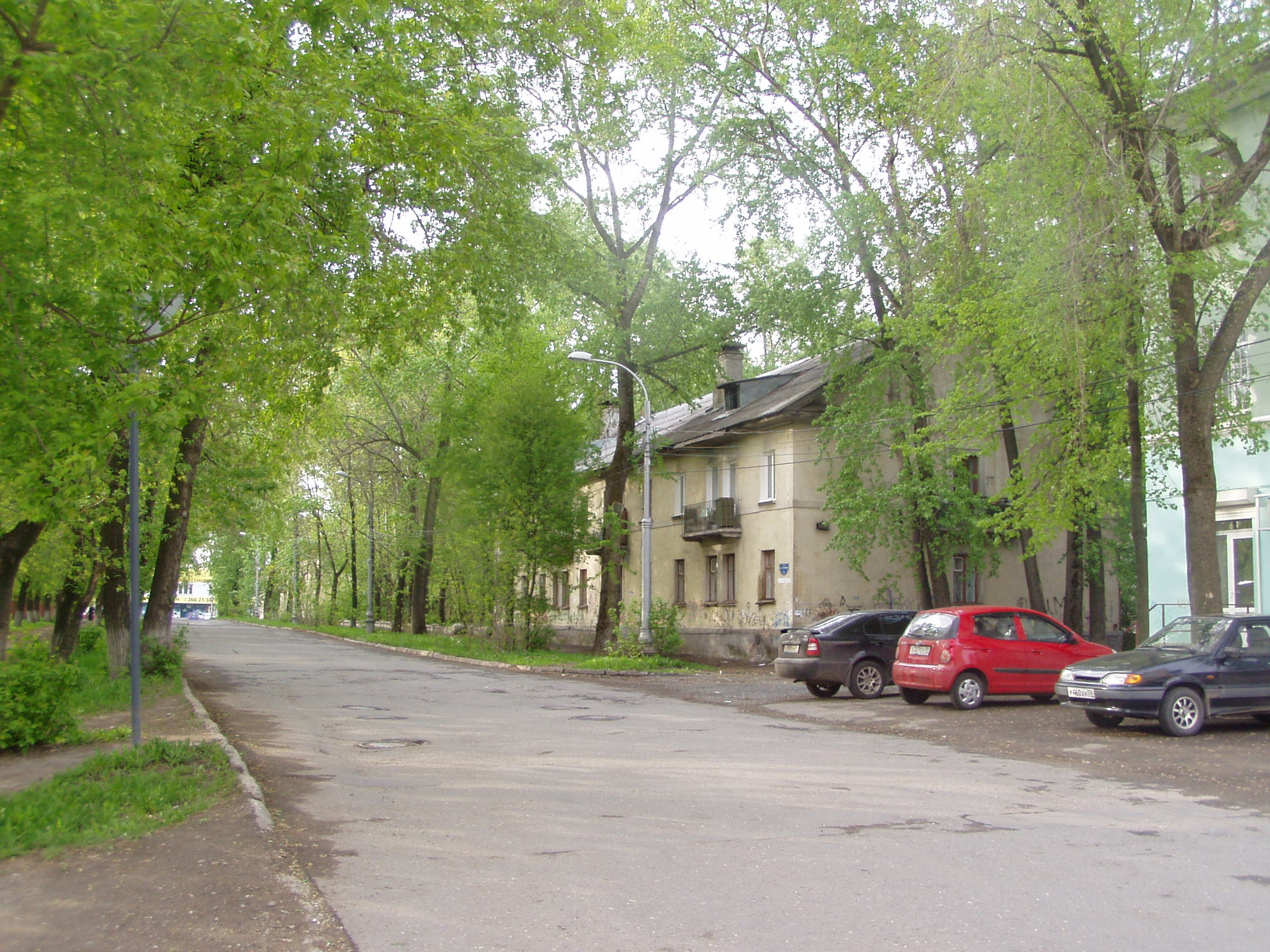
Улица Василия Соломина в Перми

В 2002 году улица в Мотовилихинском районе Перми (бывшая улица Гаражная) была названа в честь Василия Соломина. Его имя носит и Детско-юношеский спортивный центр в Перми, там же поставлен памятник (второй памятник спортсмену в России — первый был поставлен Эдуарду Стрельцову у московского стадиона «Торпедо»). Ежегодно в Перми проводится Турнир юниоров по боксу памяти Василия Соломина. Про его профессиональную карьеру снят документально-публицистический фильм «Глухая защита» (сценарий Валентины Ивановны Верстовой). С 25 декабря 2008 по 12 июня 2009 в Пермском крае проходил телевизионный и интернет проект «Имя Перми Великой», по итогам которого Василий Соломин занял 8 место.

## Спортивные результаты
Международные
- Чемпионат мира по боксу 1974 года —
- XIX летние Олимпийские игры 1976 года —

Всесоюзные
- Чемпионат СССР по боксу 1974 года —
- Чемпионат СССР по боксу 1976 года —
- Чемпионат СССР по боксу 1977 года —
- Чемпионат СССР по боксу 1978 года —
- Чемпионат СССР по боксу 1979 года —

### Спортивные звания
- Заслуженный мастер спорта СССР